# Aurelia y sus hombres
Aurelia y sus hombres es una obra de teatro escrita por Alfonso Paso y estrenada en 1961.

## Argumento
La obra gira en torno a Aurelia, una mujer casada pero totalmente enamorada de la idea del amor, bastante alocada y que consigue desconcertar a todos aquellos que la rodean.

## Estreno
- Teatro Lara, Madrid 4 de febrero de 1961. 
  - Dirección: Ángel Fernández Montesinos.
  - Decorados: Emilio Burgos.
  - Intérpretes: Mary Carrillo, José Luis Heredia, Gracita Morales, Ángel Picazo, Amparo Martí, Mariano Azaña, Francisco Pierrá.

- Teatro Cómico. Estreno en Barcelona 15 de septiembre de 1961. 
  - Intérpretes: Mary Carrillo, Carlos Mendy, José Luis Heredia, Irene Gutiérrez Caba, Amparo Martí, Fernando de la Riva, Gregorio Alonso.

## Premios
- Premio Nacional de Teatro (1961).